# مايكل مارتن
مايكل مارتن (بالإنجليزية: Micheál Martin)‏، هو سياسي أيرلندي من حزب فيانا فايل، وهو رئيس وزراء أيرلندا الخامس عشر والحالي منذ يناير 2025، بعد أن شغل المنصب سابقًا من عام 2020 إلى عام 2022، وشغل مارتن أيضًا منصب تانيست (نائب رئيس حكومة أيرلندا) ووزيرًا للخارجية ووزيرًا للدفاع من ديسمبر 2022 إلى يناير 2025. وكان زعيمًا لحزب فيانا فيل منذ يناير 2011. وكان نائبًا عن مقاطعة كورك الجنوبية الوسطى منذ عام 1989. وشغل منصب زعيم المعارضة من عام 2011 إلى عام 2020 وشغل مناصب وزارية مختلفة تحت قيادة بيرتي أهرن وبريان كوين.
ولد مارتن في كورك، وعمل في البداية كمدرس قبل دخول السياسة، انتُخب لعضوية مجلس مدينة كورك في عام 1985، وشغل منصب عمدة المدينة منذ عام 1992 حتى عام 1993. وفي عام 1989، انتُخب لأول مرة لعضوية دويل إيرين عن منطقة جنوب وسط كورك، وهو المقعد الذي يمثله منذ ذلك الحين. بعد فوز فيانا فايل في انتخابات عام 1997، عينه تاويستش بيرتي أهيرن في مجلس الوزراء وزيرًا للتعليم والعلوم. وفي عام 2000 عينه وزيرًا للصحة. في عام 2004، أثناء توليه منصب وزير الصحة، اشتهر مارتن بفرض حظر على تدخين التبغ في جميع أماكن العمل الأيرلندية، مما جعل أيرلندا أول دولة في العالم تفرض حظرًا كاملًا على التدخين في مكان العمل. وفي نفس العام، استلم منصب المدير التنفيذي للخدمات الصحية. وشغل منصب وزير المشاريع والتجارة والتوظيف منذ عام 2004 حتى عام 2008، قبل تعيينه وزيرًا للخارجية من قبل بريان كوين. في عام 2009، أصبح مارتن أول وزير خارجية أيرلندي يسافر إلى أمريكا اللاتينية، وأجرى خلال هذه الفترة أيضًا أول زيارة رسمية لكوبا من قبل أي وزير أيرلندي. وزار مارتن الخرطوم خلال فترة عمله كوزير للخارجية، بعد اختطاف شارون كومينز وهيلدا كاووكي.
في يناير 2011، استقال مارتن من منصب وزير الخارجية احتجاجًا على قيادة كوين. بعد استقالة كوين كزعيم لحزب فيانا فايل، انتُخب مارتن بسرعة ليحل محله. وبعد أسابيع قليلة، في الانتخابات العامة عام 2011، قاد مارتن حزب فيانا فايل إلى أسوأ نتيجة في تاريخه الممتد 85 عامًا، مع خسارة 57 مقعدًا وتصويت شعبي بنسبة 17.4% فقط. ومع ذلك بقي في القيادة، وأصبح زعيم المعارضة. في الانتخابات العامة لعام 2016، تحسن أداء حزب فيانا فايل بشكل ملحوظ، إذ تضاعف تمثيلهم في الدايل، مع استمرار مارتن كزعيم للمعارضة.
قاد مارتن حزبه خلال الانتخابات العامة 2020، وأصبح حزب فيانا فيل أكبر حزب في الدايل. بعد مفاوضات مطولة، عُيّن تيشخًا في 27 يونيو 2020، ليقود ائتلافًا كبيرًا مع الحزب المنافس، وهي المرة الأولى التي يحكم فيها هذان الحزبان معًا، جنبًا إلى جنب مع حزب الخضر. بموجب شروط اتفاقية الائتلاف، شغل مارتن منصب رئيس الوزراء للنصف الأول من فترة الخمس سنوات، مع سلفه ليو فارادكار في منصب تيشخًا. ثم استقال مارتن من منصب رئيس الوزراء في 17 ديسمبر 2022 لتسهيل تعيين فارادكار في المنصب.